# Ghanaische Gebärdensprache
Die ghanaische Gebärdensprache wurde in Verwandtschaft zur American Sign Language (ASL) und der nigerianischen Gebärdensprache 1957 durch den Missionar Andrew Foster nach Ghana gebracht.
Im Vergleich zur ASL gibt es einige neue und lokale Gebärdenwörter und einige, die von der ASL  abweichen. Noch immer sind weite Teile der gehörlosen Bevölkerung aufgrund der nicht ausreichenden Förderung der Gebärdensprache nicht in der Lage, sich zu verständigen. Es sind Programme initiiert worden, die sich dieser Aufgabe widmen.